# Synagogue Buffault
La synagogue Buffault, située 28 rue Buffault dans le 9e arrondissement de Paris, a été construite par des Juifs séfarades en conflit avec la communauté ashkénaze qui venait de construire la synagogue de la rue de la Victoire, devenue par la suite la Grande synagogue de Paris.

## Historique
Au XIXe siècle, il existe à Paris, une communauté juive de rite allemand, originaire principalement d'Alsace et des pays rhénans, et une communauté originaire du Portugal et de l'Empire ottoman, de rite séfarade. Il est alors envisagé de fusionner les deux rites et de les remplacer par un rite français Ṣarefath. La synagogue de la rue de la Victoire que l'on est en train de construire, devait adopter ce nouveau rite. Mais de nombreux différends ne peuvent pas être réglés, comme la place de la Bimah (estrade sur laquelle se tient l'officiant) par rapport à l'Arche sainte.
Les fidèles portugais refusent certaines contraintes. La synagogue de la Victoire sera donc de rite allemand. En 1875, des Juifs de Bordeaux, de Bayonne, du Comtat Venaissin et de l'Empire ottoman décident alors de construire leur propre temple et créent la « Société civile du Temple israélite suivant le rite espagnol portugais dit séphardi ». Parmi les donateurs, on trouve certes Gustave de Rothschild mais surtout des personnalités d'origine séfarade comme Cécile Furtado-Heine, Eugène Pereire ou la famille Camondo. Ils achètent un terrain rue Buffault, non loin de la rue de la Victoire. Depuis 1857, se trouvait à cet endroit une salle de danse, ornée d'arcades mauresques et de mosaïques orientalisantes. La somme récoltée parmi les fidèles est importante mais insuffisante pour bâtir la synagogue. Daniel Iffla, dit « Osiris », banquier et mécène, apporte alors la somme nécessaire pour l'édification de la synagogue.
En 1877, l'architecte Stanislas Ferrand en confie la construction à Albert Philippe Le Roy de Bonneville (1849-1913) qui sera responsable des détails et ornements intérieurs. De style romano-byzantin, la synagogue peut accueillir 900 personnes, 600 hommes au rez-de-chaussée et 300 femmes dans les galeries. En 1905, lors de la loi de séparation des Églises et de l'État, la synagogue est donnée par la communauté séfarade au consistoire. Actuellement[Quand ?], elle réunit principalement des Juifs originaires de la région oranaise.

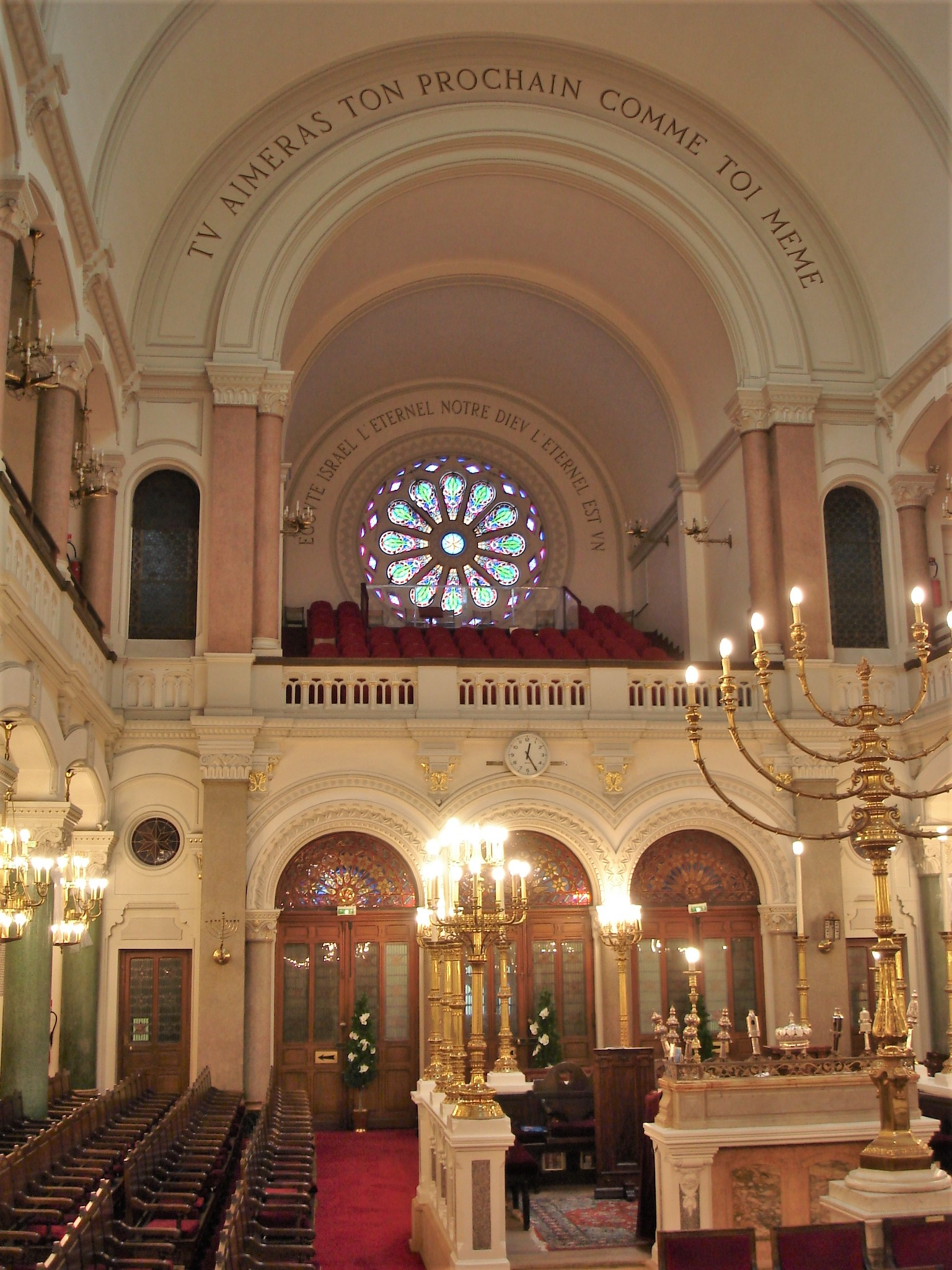
Vue de l'intérieur de la synagogue.

## Description de la synagogue
Le style architectural de la synagogue est très proche de celui des deux autres grandes synagogues construites à la même époque, la synagogue de la Victoire et le synagogue des Tournelles. La revue l'Univers Israélite a décrit en juin 1877, la synagogue qui venait d'ouvrir :
« 
La partie supérieure de la façade est formée par deux grands arcs concentriques, supportant un fronton couronné par les Tables de la Loi. La hauteur totale de la façade du sol au faîte des Tables de la loi est de 22,50 m 
 
Une inscription en hébreu cite le texte biblique: « Sois béni en arrivant, soit béni en sortant » (Deut, XXVIII, 6) 

Le monument de la rue Buffault est un chef-d’œuvre d'architecture, l'architecte M Stanislas Ferrand a bien mérité d'Israël. La façade est très belle, le premier porche élégant. Avant de pénétrer dans le temple proprement dit, on traverse un second porche auquel donnent accès six portes cintrées se faisant face. L'intérieur de l'édifice comprenant 650 places est à la fois riche et sévère. La nef est large, cependant la courbe n’est pas assez accentuée ; c'est une des causes de l'insuffisance de l'acoustique. Les bas-côtés comprennent six arcades soutenues par des colonnes en marbre blanc. Au-dessus, se trouvent les galeries réservées aux dames. 

Le Tabernacle a de grandes proportions. Une petite grille en fer forgé le sépare du public. Deux superbes rideaux en velours rouge qui forment portière lorsqu'on les ouvre cachent à nos yeux le lieu saint. Le Thamid finement ciselé fait honneur à sa donatrice Mme Veuve David Léon. En face du tabernacle et superposée au second porche se trouve une tribune dont la partie du fond est réservée à l'organiste et à la maîtrise et la partie du devant au public. 

Les lustres et les candélabres sont très beaux. Nous avons surtout remarqué le chandelier à 8 branches. Une balustrade en pierre entoure la Théba. Au plafond, quatre rosaces occupent les quatre parties centrales de la nef. 

Le Tabernacle entouré de marbre est surmonté d'une cinquième rosace qui mérite d'être décrite : la pierre taillée à jour figure des nuages et des rayons ; derrière, des verres où on a habilement combiné diverses nuances jaunes ; enfin, au centre, les Tables de la Loi telles que la tradition veut que les ait portées Moïse descendant du Sinaï. Cette rosace représente les rayons du soleil émergeant des Tables de la Loi et perçant les nuages. 

À noter que le Temple est orienté vers Jérusalem comme le veut la tradition. »

## Le différend avec Osiris
Osiris ayant apporté une somme très importante pour la construction de la synagogue a voulu imposer la pose de plaques de remerciement, faisant fi des autres donateurs. La communauté s'y opposa, ce qui conduit à une procédure juridique, avant un arrangement à l'amiable. Une des plaques qui posa le plus de soucis à la communauté et aux rabbins, est celle où Osiris rend hommage « Aux illustres enfants d'Israël ». Si la plus grande partie des noms n'a pas posé de problème, en revanche le rabbinat s'est refusé à ce que soit mentionnés les noms de Baruch Spinoza en raison de son hérésie et de Heinrich Heine en raison de sa conversion au protestantisme.
En dessous de ces figures juives, Osiris mentionne les noms de « Grands citoyens Français défenseurs du Judaïsme » partisans de donner l'entière citoyenneté aux Juifs installés en France (Décret du 28 janvier 1790 par l'Assemblée nationale).
En bas de la plaque, Daniel Iffla Osiris rend hommage à ses parents, à sa femme et à ses enfants, ainsi qu'à ses amis proches. Là encore, le rabbinat a émis certaines réserves, comme le fait qu'Osiris ait mentionné le nom de sa femme, qui était catholique, sous son nom de jeunesse (Carlier) et non sous son nom de femme mariée, mais a finalement cédé sur ce point.

## Noms figurant sur la plaque honorifique
1. ↑  Voir la Grande synagogue de Bordeaux.
2. ↑  Pierre Assouline, Le Dernier des Camondo, Folio, p. 117.
3. 1 2  Panneau Histoire de Paris devant le bâtiment.
4. ↑  Liste des noms gravés sur la plaque sous la dénomination "Aux illustres enfants d'Israël": Moïse, Samuel, David, Isaïe, Ezra, Hillel l'Ancien, Jochanan ben Zaccai, Akiba, Philon d'Alexandrie, Juda le Saint, Josephe Flavius, Saadya-Gaon, Raschi, Juda Halévi, Ibn Gabirol, Moïse Maïmonide, Abraham ibn Ezra, Isaac Abravanel, Azaria de Rossi, Manassé ben Israël, Moïse Mendelsohn, Meyerbeer, Fromental Halévy, Abraham Furtado (secrétaire du Grand Sanhédrin), Jacob Rodrigues Péreire, Émile et Isaac Péreire, Michel Goudchaux, Adolphe Crémieux, Moses Montefiore, Salomon Munk, le commandant Franchetti (mort héroïquement à la bataille de Champigny en 1870 – pour Osiris, Franchetti était le type même du Juif parfaitement intégré, prêt à donner sa vie pour son pays d'adoption), David Zinsheim (rabbin de Strasbourg, nommé à la tête du Grand Sanhédrin), Gabriel Riesser (1806-1863, président de la municipalité de Hambourg), Isaak Mannheimer (1793-1864, rabbin réformateur liturgique), Grand rabbin David Athias, Grand rabbin David Marx (Grand rabbin de Bordeaux, mort en 1864), Grand rabbin Lazare Isidor (1813-1888, Grand rabbin de France)
5. ↑  Liste des noms gravés sur la plaque sous la dénomination "Aux grands citoyens Français défenseurs du Judaïsme": Malesherbes, Mirabeau, l'abbé Grégoire, de Seze, Clermont-Tonnerre (auteur de la fameuse phrase:« Il faut tout refuser aux Juifs comme nation et tout accorder aux Juifs comme individus »), Duport.

## Galerie

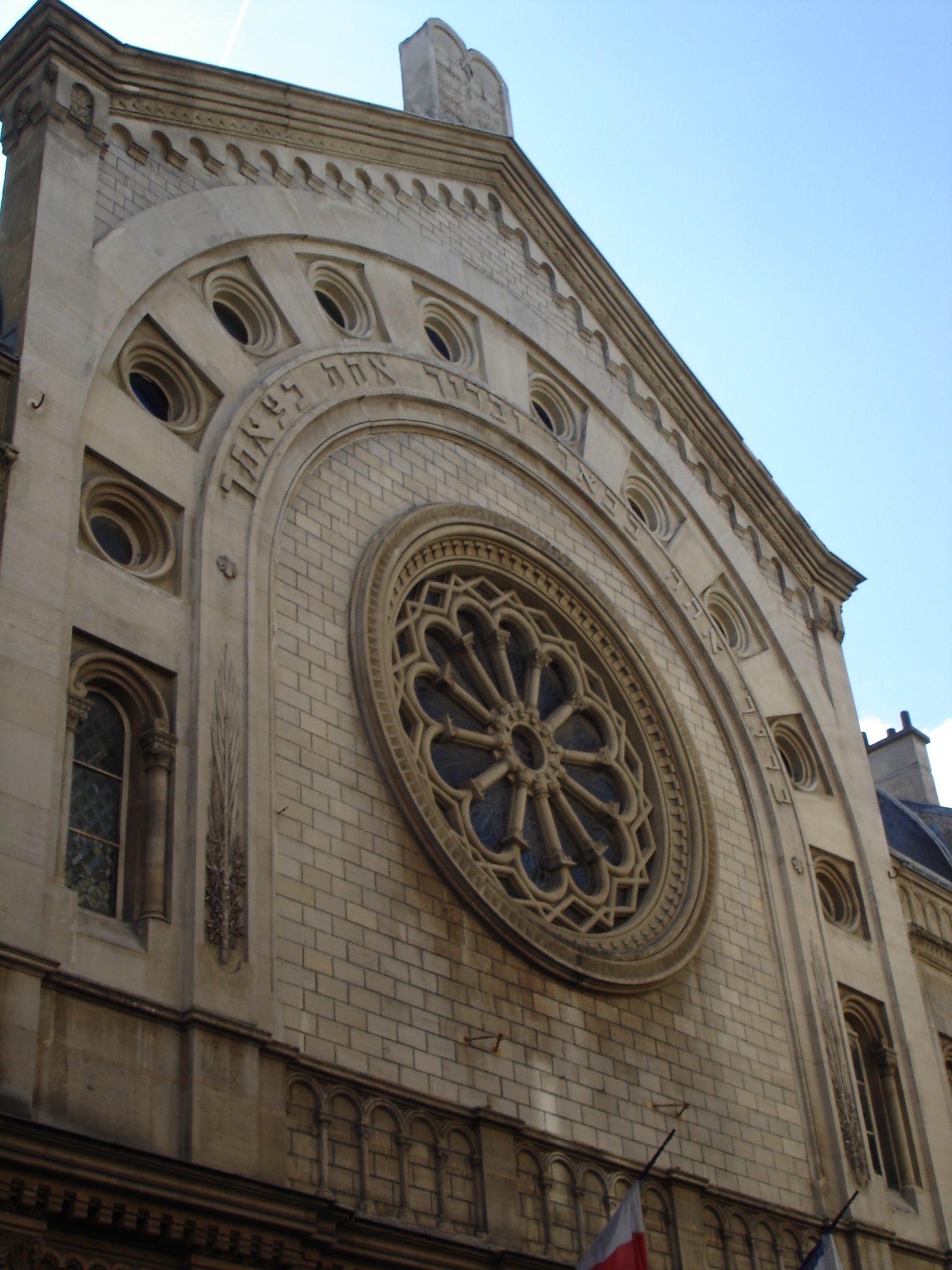
Le fronton de la synagogue avec l'inscription en hébreu
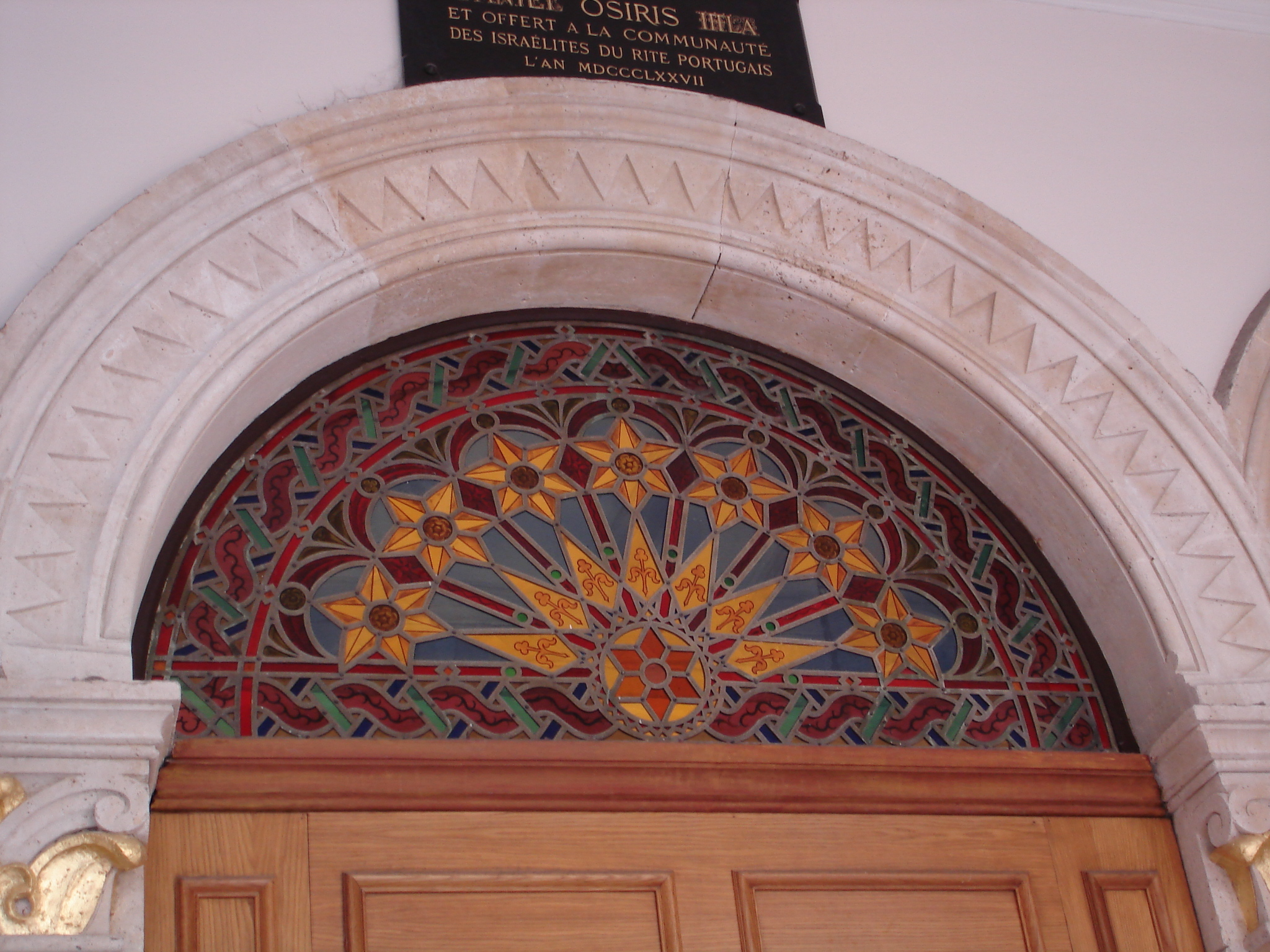
Vitraux au-dessus des portes d'entrée
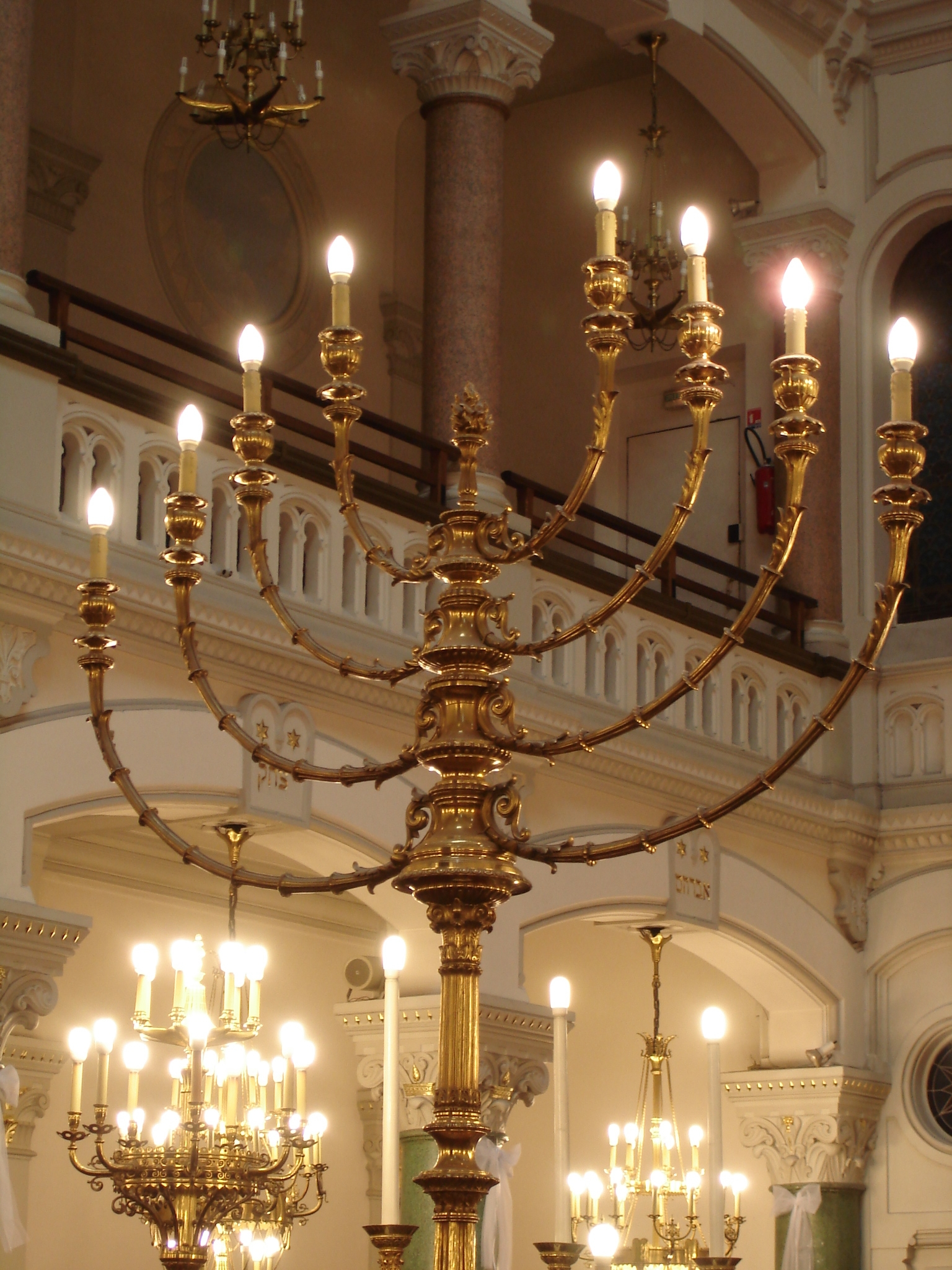
Chandelier à 8 branches
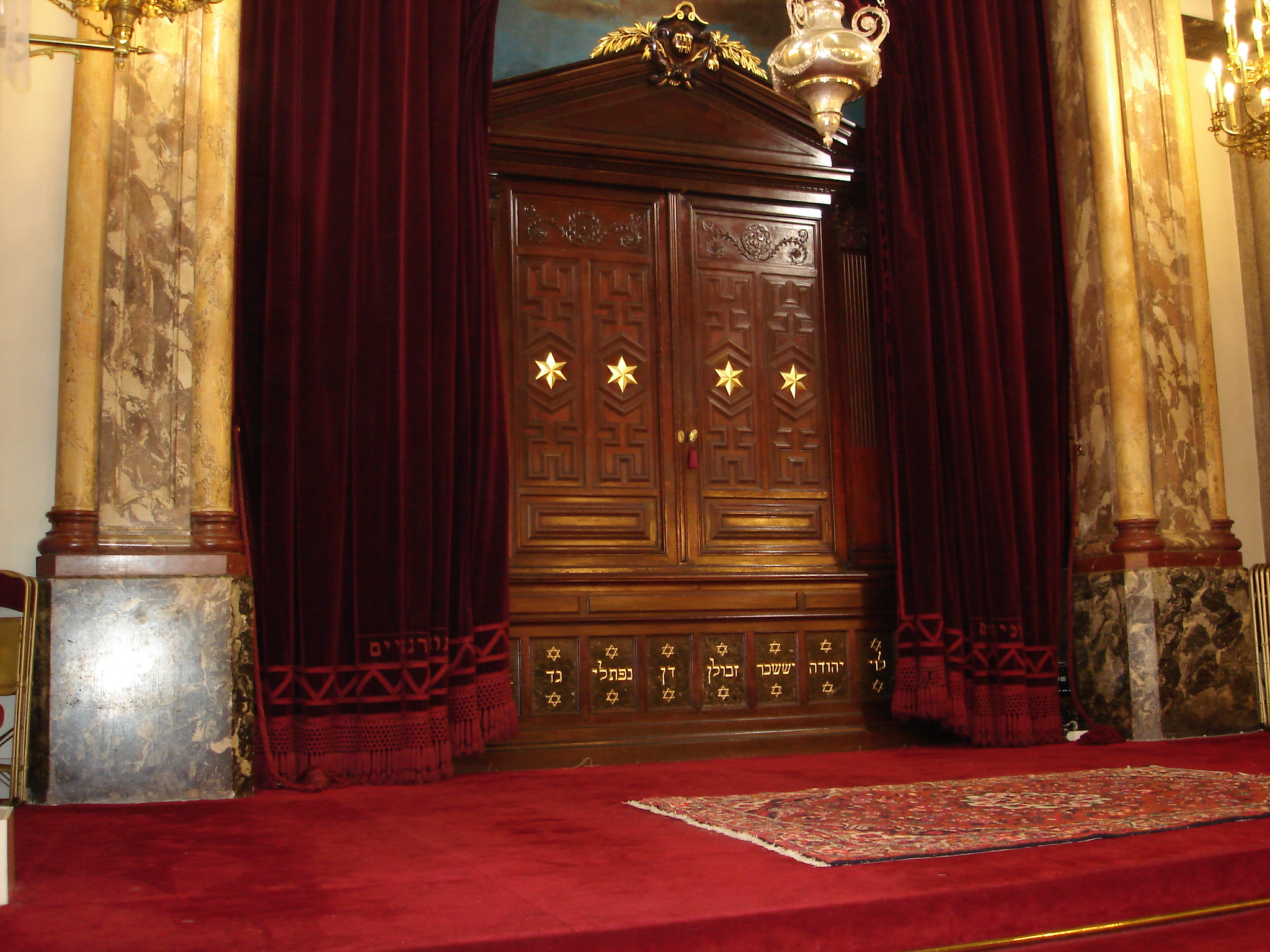
Arche Sainte
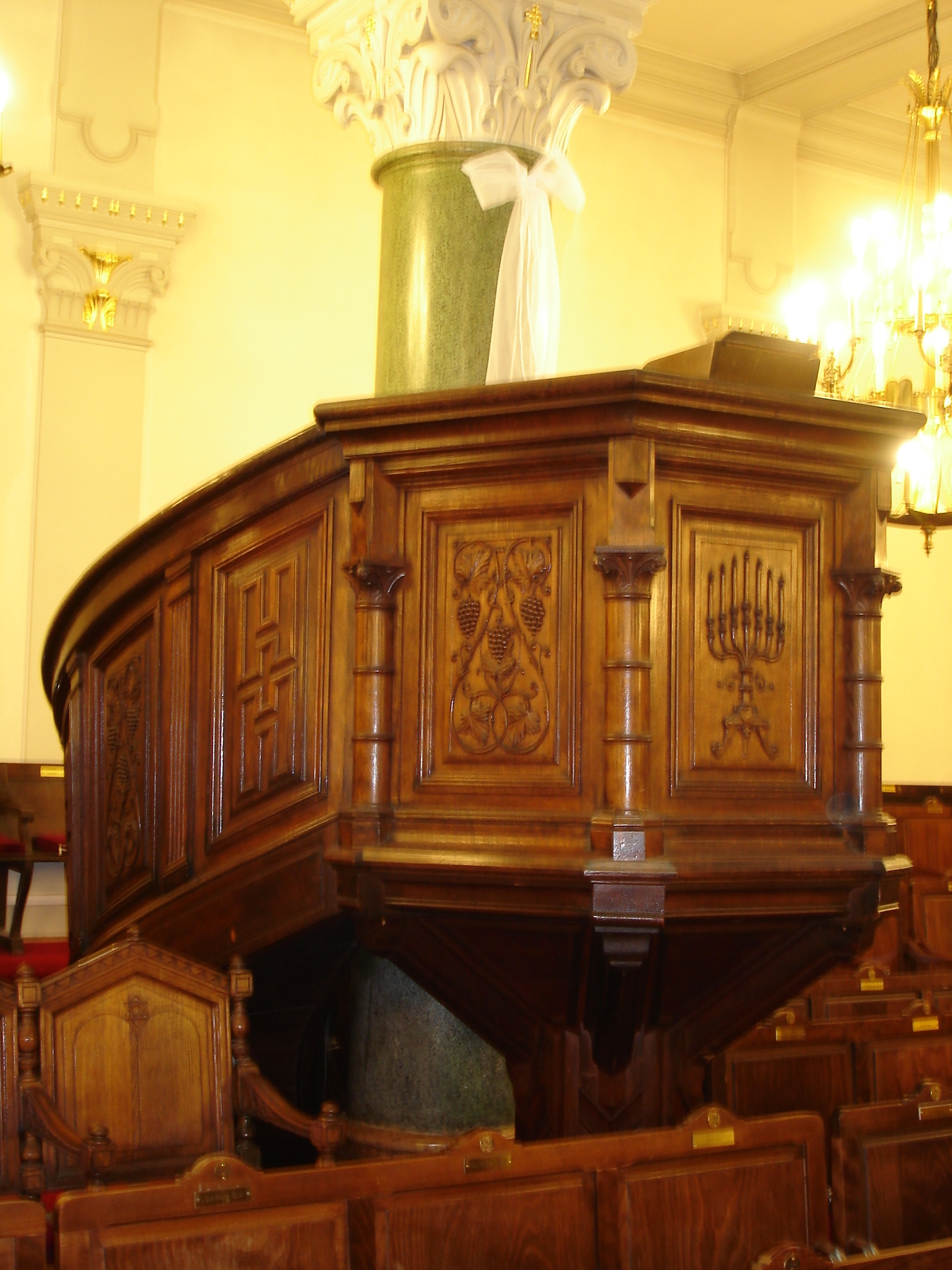
Chaire
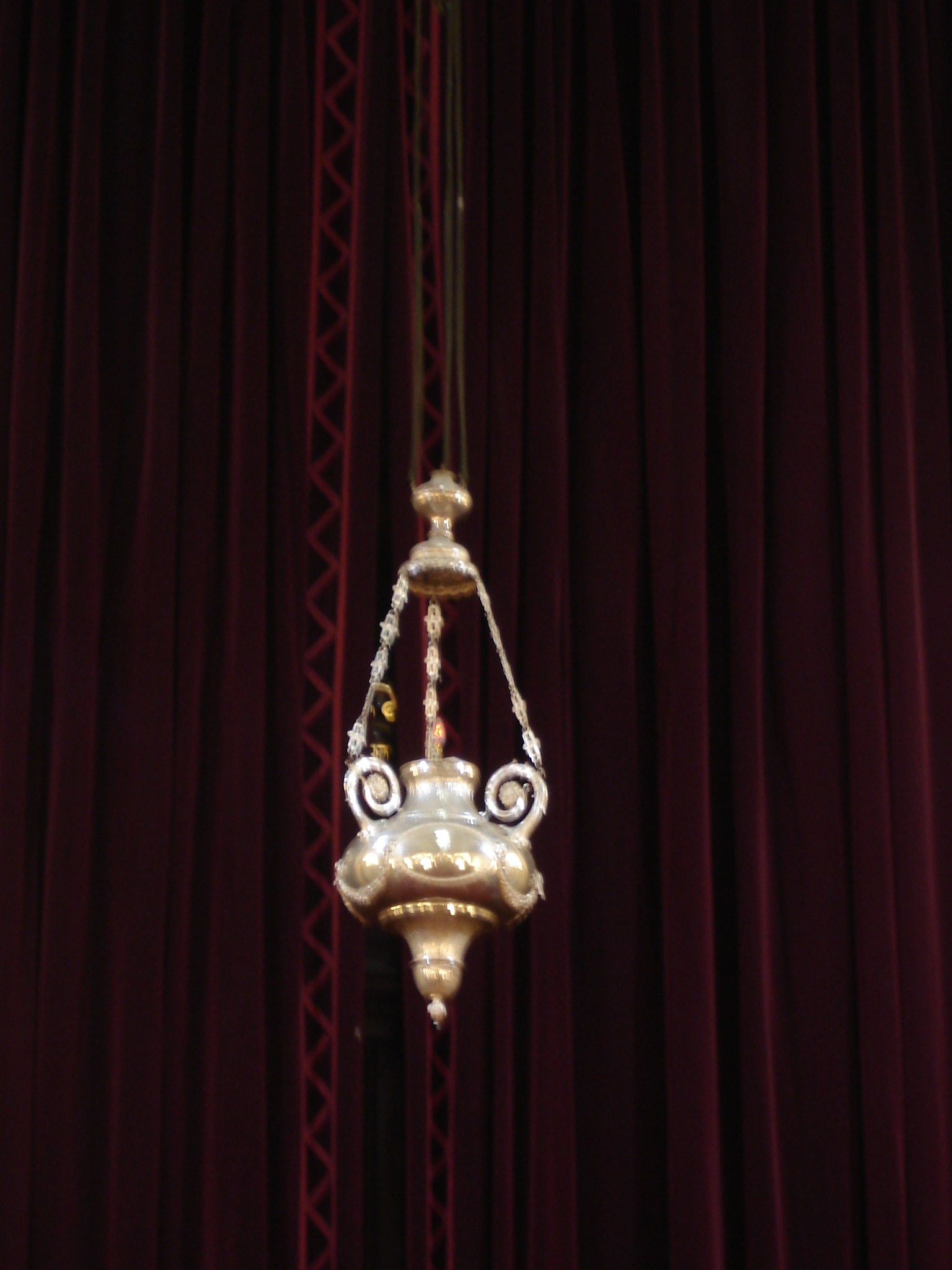
Lumière éternelle
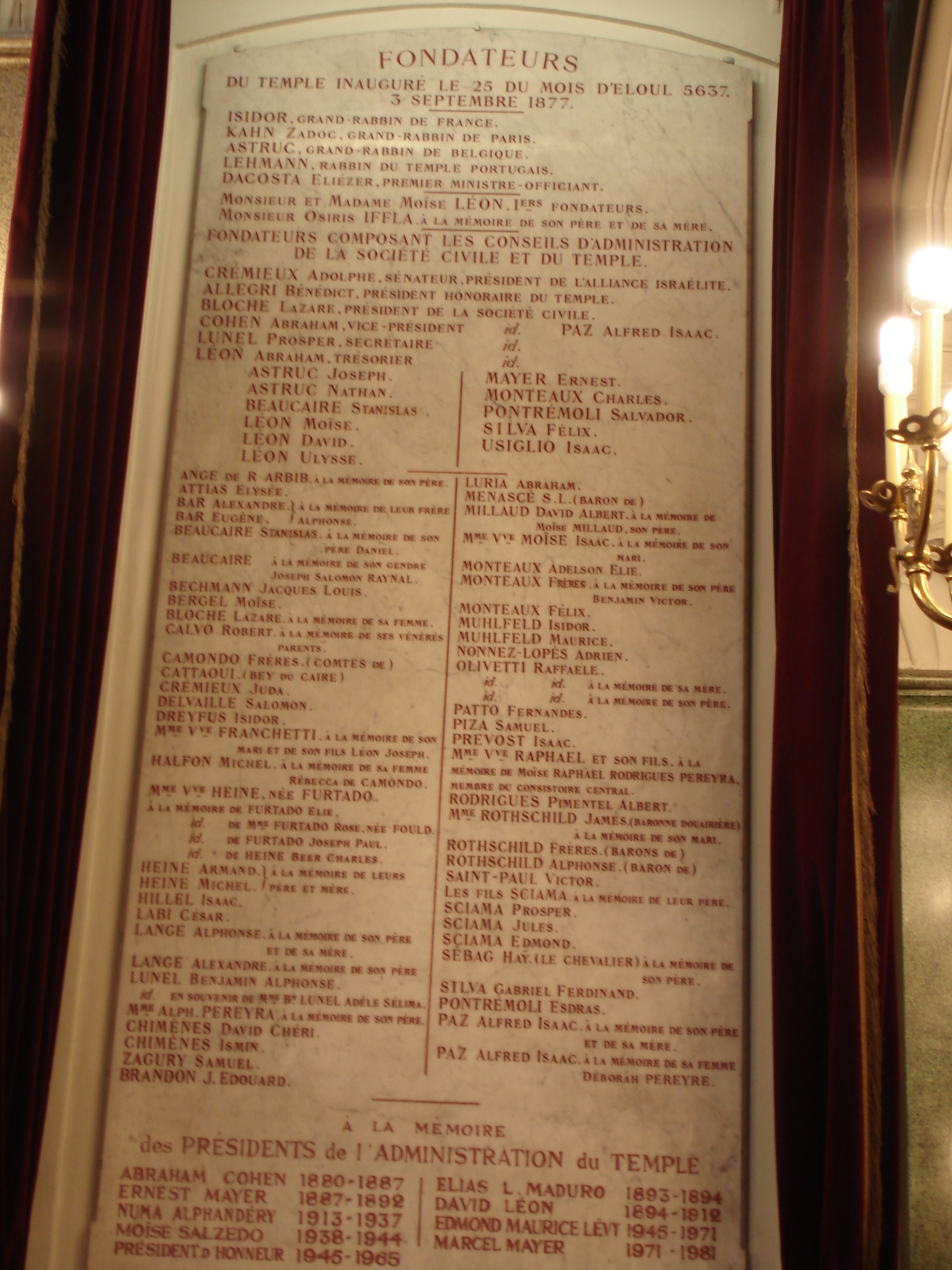
Plaque donnant la liste des principaux donateurs
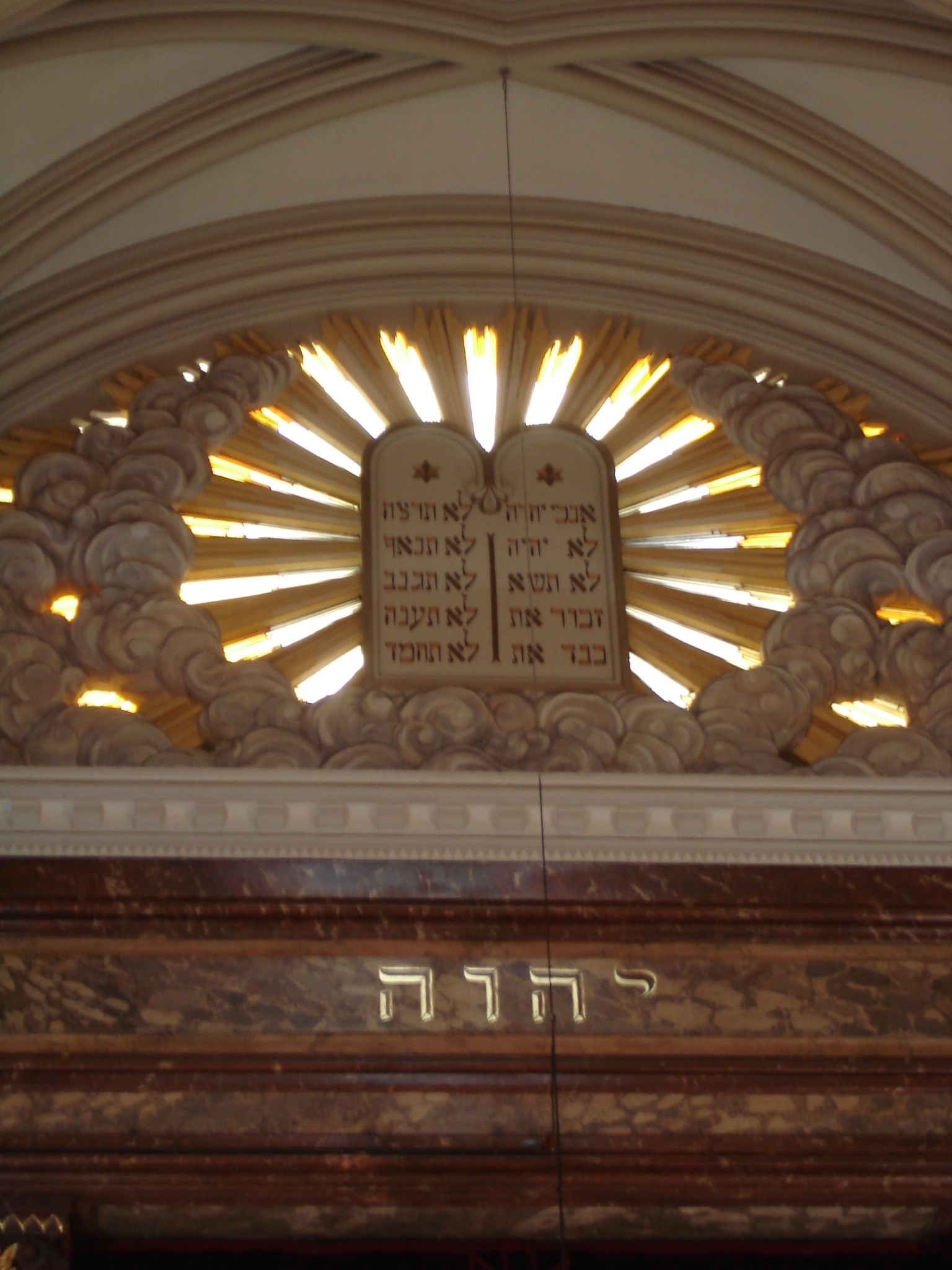
Tables de la Loi
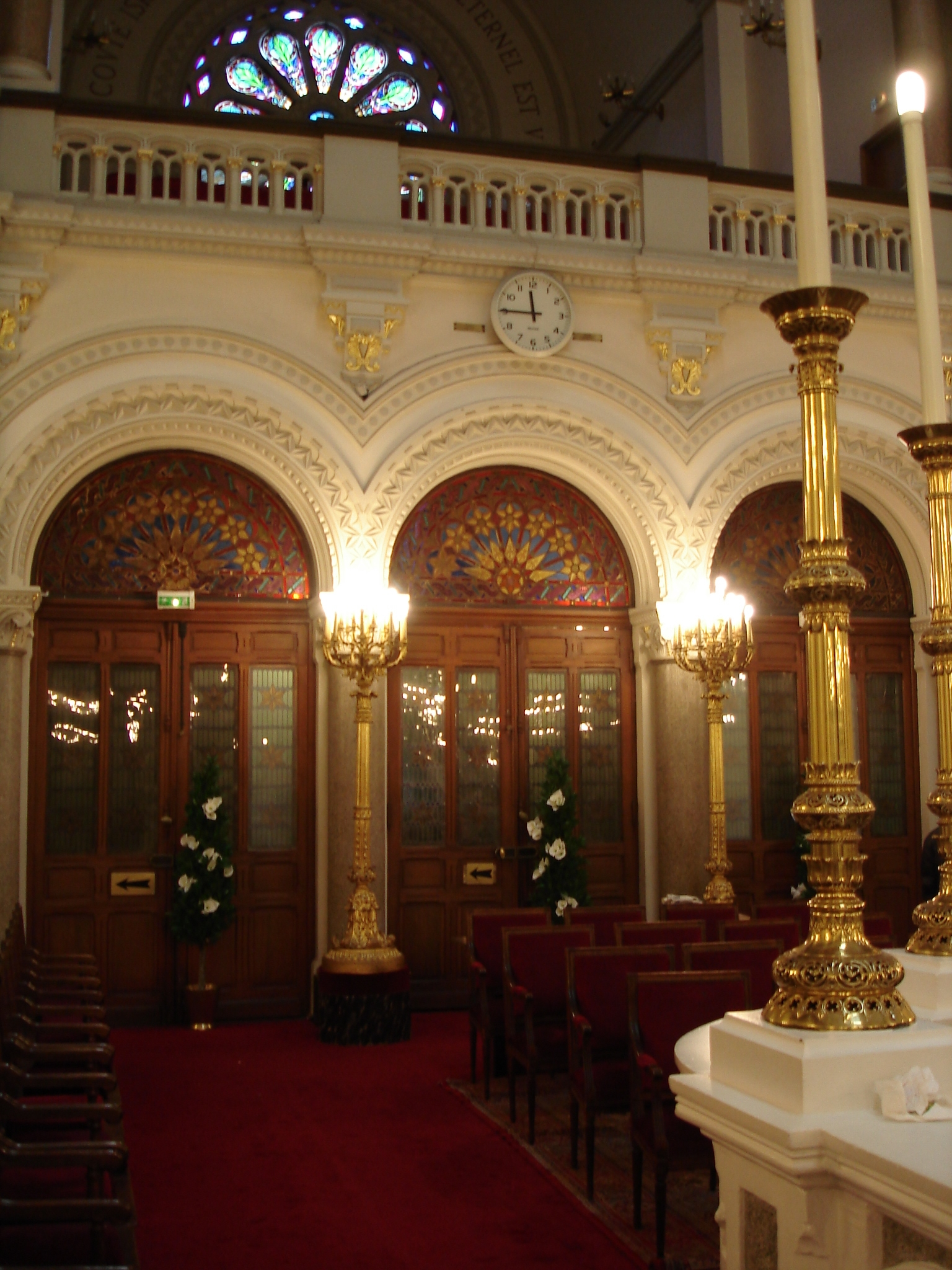
Les portes d'entrée
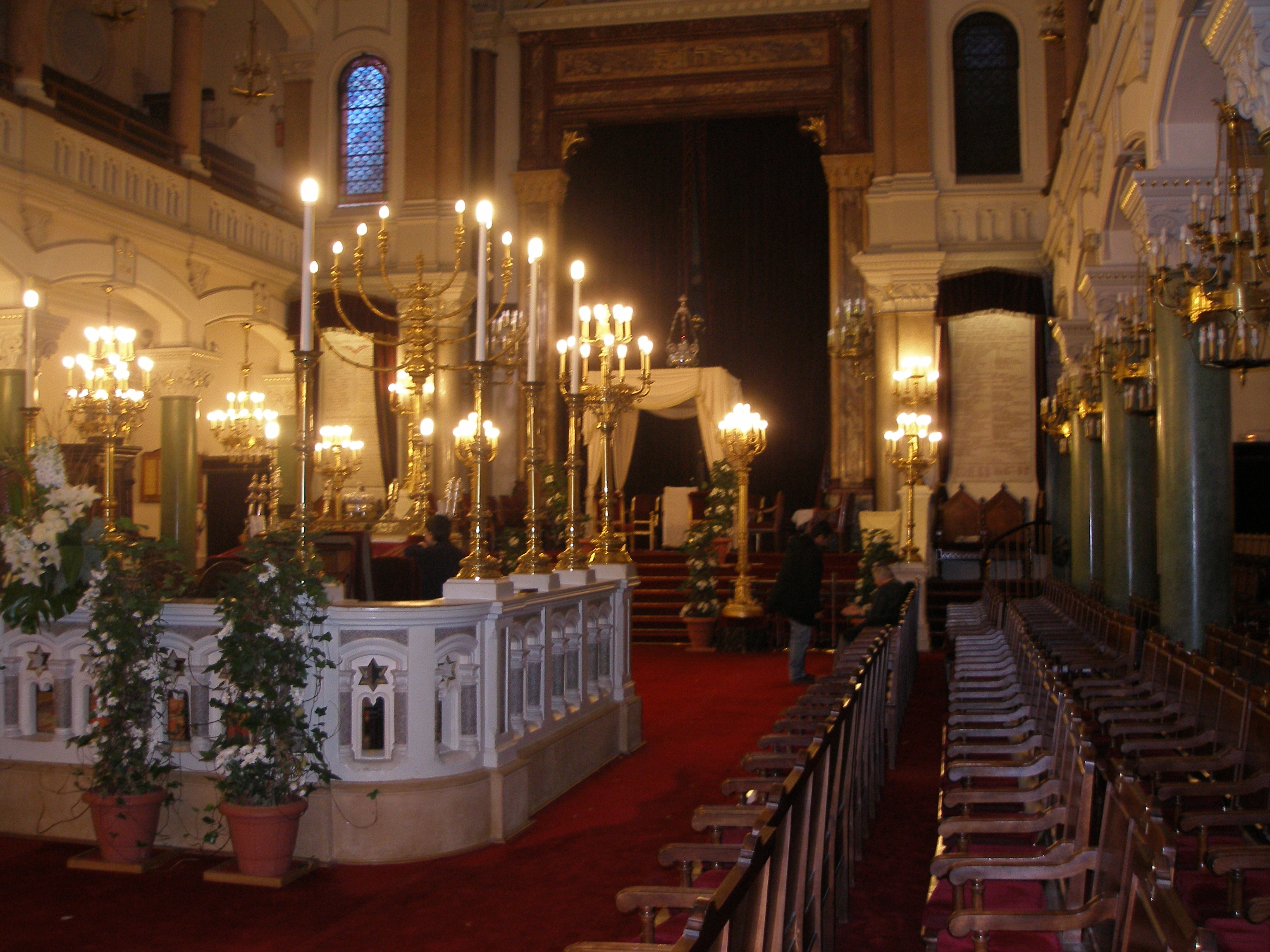
L'intérieur de la synagogue
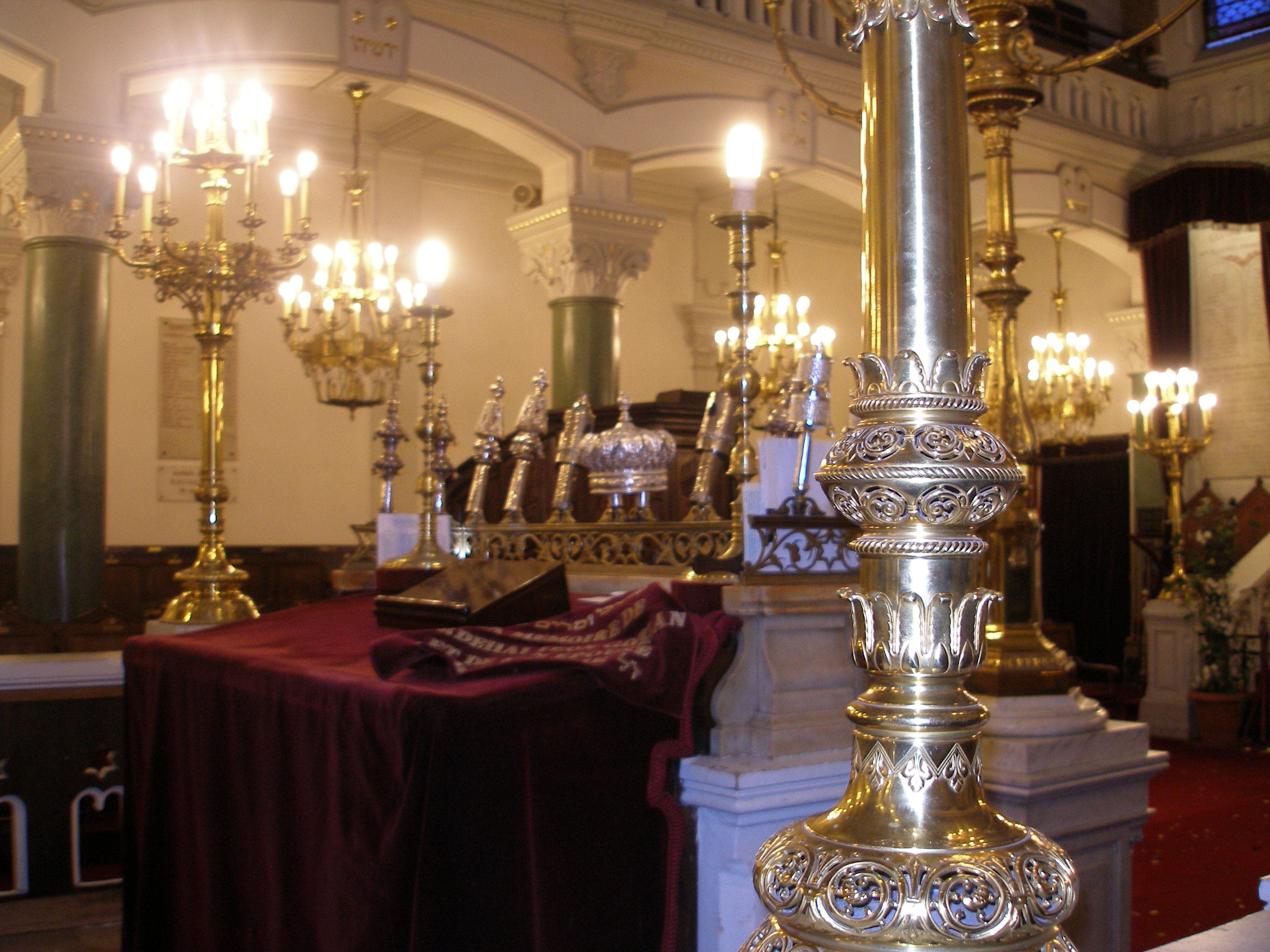
La Bimah